# Madea's Destination Wedding
Madea's Destination Wedding är en amerikansk komedifilm som hade premiär på Netflix den 11 juli 2025. Filmen är regisserad av Tyler Perry som även skrivit filmens manus.

## Handling
Madea och hennes familj beger sig till Bahamas för att delta på Tiffanys bröllop. Spänningar uppstår när Tiffany tvivlar på sin fästman, Zavier, och hennes mamma agerar konstigt, vilket väcker misstankar om äktenskapets legitimitet.

## Rollista (i urval)
- Tyler Perry - Madea
- Cassi Davis - Aunt Bam
- Tamela Mann - Cora
- David Mann - Mr. Brown
- Diamond White - Tiffany
- Taja V. Simpson - Debra